# Atlantic Fruit Company
Die Atlantic Fruit Company (AFC) war eine amerikanische Reederei, die 1905 von Joseph Di Giorgio in Baltimore als Nachfolgegesellschaft der Di Georgio Importing and Steamship Company gegründet wurde und sich vornehmlich im Fruchttransport mit Schwerpunkt Bananen engagierte.

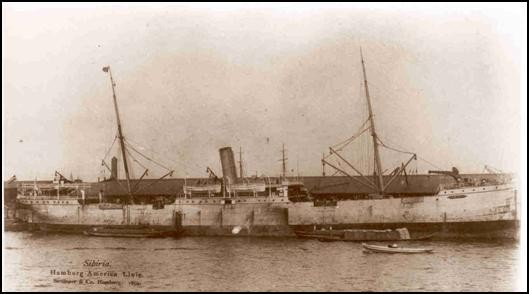
Sarnia, ein Kühlschiff der Hamburg Amerika Linie, die 1915 an die Atlantic Fruit Company verkauft wurde

## Geschichte
Der Gründer Di Giorgio war 1899 im Alter von 14 Jahren aus Sizilien nach Nordamerika eingewandert und hatte sich in Baltimore einen Namen im Fruchtgeschäft als "Banana King of Baltimore" gemacht.
Die United Fruit Company (UFC) kaufte im Jahr 1906 an den Anteilen der Atlantic Fruit Company 50 Prozent, musste sie aber aufgrund der in den USA geltenden Kartellgesetze wieder verkaufen.
Allerdings besaß die Atlantic Fruit Company kaum eigene Schiffe. Der Überseetransport wurde weitgehend durch gecharterte Schiffe durchgeführt, wie mit den Schiffen der Mosquitoflotte sowie auch von der Hamburg-Amerika-Linie (Hapag). Die Mosquitoflotte bestand aus kleinen Schiffen ohne Ladungskühlanlagen, die weitgehend im Besitz von norwegischen Schiffseignern waren.

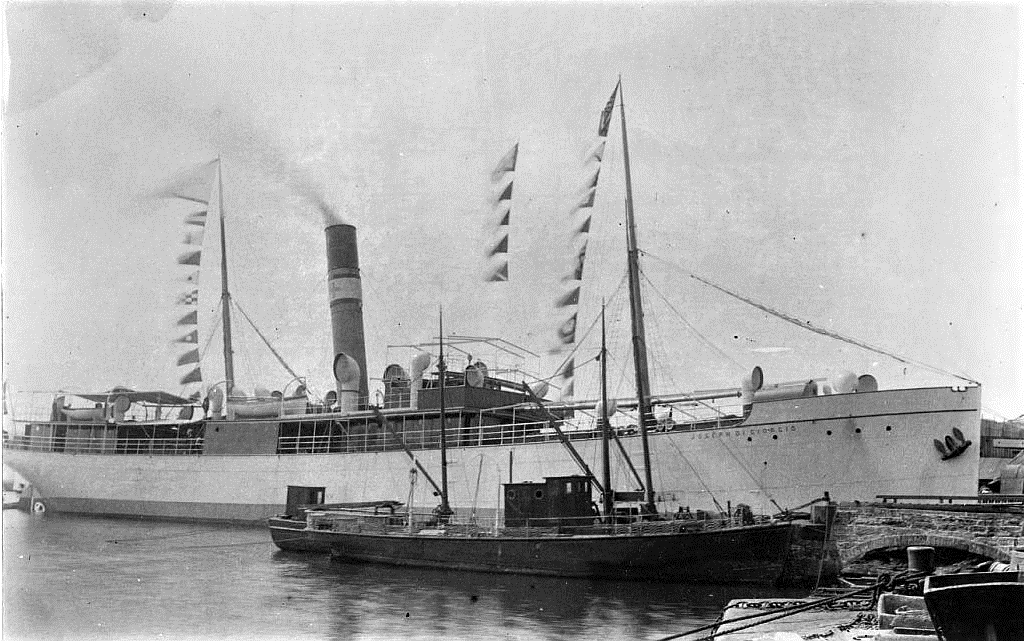
Joseph die Giorgio, gebaut 1903 bei der Framnæs mek. Verksted, Sandefjord war ein Dampfer der Mosquito-Flotte, der an Joseph di Giorgio, Baltimore vercharted war
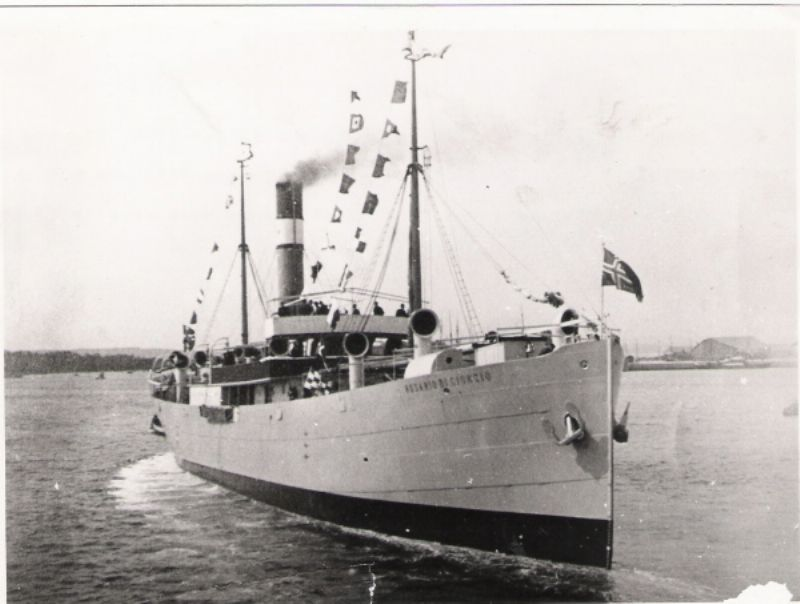
Die Rosario di Giorgio war ein Dampfer, der 1907 von der Nylands Verksted in Kristiania für Bernhard Hanssen aus Flekkefjord gebaut wurde

Die Hamburg-Amerika-Linie hatte 1901 die britische in Liverpool ansässige Atlas Line übernommen. Die Atlas-Linie verband New York mit Häfen in Westindien, Kolumbien und Mittelamerika. Hier wurden die 1903 zu Kühlschiffen umgebauten Sarnia und Sibiria eingesetzt.
1915 wurden die Atlas-Linie und auch die Sarnia und Sibiria an die Atlantic Fruit Company verkauft.
1923 wurden Di Giorgio und sein Unternehmen Partner der Brüder Vaccaro von der Standard Fruit Company und 1932 verkaufte Di Giorgio seine Reederei an die Standard Fruit Co.